# Dain Blanton
Dain Blanton (ur. 28 listopada 1971 w Laguna Beach) – amerykański siatkarz plażowy. Mistrz olimpijski z 2000 r. w parze z Erikiem Fonoimoaną.

## Sukcesy
- Mistrzostwa świata:
  -  1997